# Каннинг, Сэмюэл
Сэр Са́мьюэл Ка́ннинг (англ. Samuel Canning; 1823 — 24 сентября 1908) — английский инженер.
Один из пионеров прокладки атлантического кабеля, в 1865 году — шеф кампании трансатлантического кабеля, принимал главное участие в приобретении и применении знаменитого «Грейт Истерн» к укладке кабеля. Он также соединил Англию кабелем с Гибралтаром и Александрией и другими пунктами в Средиземном, Северном и других морях. В 1866 году Каннинг был возведён английским правительством в дворянство.